# 並木正年
並木 正年（なみき まさとし、1970年9月29日 - ）は日本の政治家。鴻巣市長（1期）、埼玉県議会議員（2期）、鴻巣市議会議員（2期）。

## 経歴
埼玉県鴻巣市生まれ。鴻巣幼稚園、鴻巣市立鴻巣東小学校、鴻巣市立鴻巣中学校、埼玉栄高等学校、亜細亜大学経済学部国際関係学科を卒業し、セントラル・ワシントン大学AUAP課程修了。その後は、鴻巣駅近くで靴店を営む家業に従事した。2010年の鴻巣市議会議員補欠選挙で初当選を果たした。2011年の鴻巣市議会議員選挙で再選を果たした。2015年2月2日、鴻巣市議会議員を辞職した。同年4月12日の埼玉県議会議員選挙に南16区から立候補し、2位以下に5,000票以上の大差をつけて4人中1位で初当選を果たした。2019年の埼玉県議会議員選挙では無投票で再選を果たした。県議会では無所属県民会議に所属していた。

### 2022年鴻巣市長選挙
2022年5月26日、無所属で鴻巣市長選挙に立候補する事を表明した。7月14日、埼玉県議会議員を辞職した。同月24日の鴻巣市長選挙で新人2人を破って、初当選を果たした。
※当日有権者数：99,096人 最終投票率：44.57%（前回比：+9.57pts）
| 候補者名 | 年齢 | 所属党派 | 新旧別 | 得票数   | 得票率 | 推薦・支持     |
| -------- | ---- | -------- | ------ | -------- | ------ | -------------- |
| 並木正年 | 51   | 無所属   | 新     | 19,831票 | 45.3%  | -              |
| 加藤英樹 | 59   | 無所属   | 新     | 16,680票 | 38.1%  | 自由民主党推薦 |
| 阿部慎也 | 71   | 無所属   | 新     | 7,307票  | 16.7%  | -              |

8月1日に市長の任期が始まった。

## 人物
- 趣味は園芸[3]